# Тана (езеро)
Тана или Цана, Дембея (на амхарски: ጣና ሐይቅ) е езеро в Етиопия,разположено на 1788 m н.в., в Етиопската планинска земя. Дължината му от север на юг е 88 km, ширината 66 km, а площта му варира от 3100 до 3600 km² в зависимост от годишните сезони, като колебанията на езерното ниво са до 1,79 m. Максимална дълбочина 15 m. Разположено е в тектонска котловина, преградена в миналото от изливането на вулканична лава. В езерото има множество острови, като най-голям е остров Дек. Подхранва се от около 50 притока (Дирма, Могоча, Синсил, Реб, Гумира-Шег и др.), като най-голям е река Малък Абай, вливаща се в него от югозапад. От най-южният му ъгъл, при град Бахър Дар изтича река Сини Нил (Абай), десен приток на Нил. Сумарният годишен приток на вода в него е 6,6 km³, а годишният отток – около 4 km³ (останалите 2,6 km³ се изпаряват или инфилтрират). Езерото е богато на различни видове риба. Развито е местно корабоплаване. Бреговете му са гъсто населени поради благоприятния климат, като най-големите селища са градовете Бахър Дар (на южния бряг) и Горгора (на северния бряг).